# Mitsubishi G4M
Il Mitsubishi G4M (一式陸上攻撃機? aereo d'attacco basato al suolo, nome in codice alleato Betty) fu un bombardiere medio bimotore ad ala medio-bassa sviluppato dall'azienda aeronautica giapponese Mitsubishi Jūkōgyō nei tardi anni trenta.
Utilizzato dalla Dai-Nippon Teikoku Kaigun Kōkū Hombu, la componente aerea della Marina imperiale giapponese, rimase in servizio durante tutto l'arco della Guerra del Pacifico, teatro bellico della seconda guerra mondiale.

## Impiego operativo
All'epoca della sua introduzione possedeva un'autonomia eccezionale ed era molto veloce. Comunque era principalmente noto per i suoi serbatoi di carburante poco protetti, che gli guadagnarono il soprannome di "one-shot lighter" (accendino da un colpo) dai piloti alleati, dovuto al fatto che in molte occasioni fu utilizzato per attacchi a bassa altitudine con siluri, che diminuivano molti dei suoi vantaggi. Le dimensioni relativamente grandi ne facevano un facile bersaglio ed il semplice vettore d'approccio permetteva una facile intercettazione. Quando utilizzato per attacchi di bombardamento a quota media o alta contro bersagli stazionari, come depositi di rifornimento o aeroporti il discorso cambiava: sfruttando la grande autonomia e l'alta velocità poteva comparire da qualunque direzione e scomparire prima che i caccia potessero intercettarlo. Verso la fine della guerra fu usato come kamikaze e fu il vettore aereo per la bomba volante MXY7 Ohka.
Probabilmente l'incidente più conosciuto che coinvolga un Mitsubishi G4M durante la guerra fu l'intercettazione dell'aereo che trasportava l'Ammiraglio della Marina Imperiale Giapponese Isoroku Yamamoto da una squadriglia di P-38 Lightning il 17 aprile 1943.

## Versioni
- G4M Prototipo: Bombardiere con base a terra della Marina Giapponese Tipo 1. Due prototipi costruiti. Dotato di due motori radiali Mitsubishi Kasei 11 1.530 hp (1.140 kW). Primo volo il 23 ottobre 1939
- G4M1 Bombardiere d'Attacco Terrestre della Marina Giapponese Tipo 1, Modello 11, primo modello di bombardiere della serie. Entrato in servizio nell'estate 1941
- G4M1 Modello 12: motori Mitsubishi MK4E Kasei 1.530 hp (1.140 kW). Diverse modifiche alla fusoliera.
- G4M2 Modello 22: come il G4M1 con motori radiali Mitsubishi MK4P Kasei 21 1.800 hp (1.340 kW), modificato il carico armi, ali a flusso laminare.
  - G4M2 Modello 22A: sottovariante del G4M2. Armato con due cannoni Type 99 da 20 mm a sostituzione delle due mitragliatrici da Type 92 da 7,7 mm in posizione laterale.
  - G4M2 Modello 22B: sottovariante del G4M2. Armato con quattro cannoni Type 99 da 20 mm.

(Produzione totale di G4M2 e Modelli 22A-B: 350 esemplari)
- G4M2a Modello 24: Modello 22 modificato, motore MK4T Kasei 25 1.800 hp (1.340 kW), con portelloni delle bombe rigonfi per aumentare la capacità di carico.
  - G4M2a Modello 24A: sottovariante del G4M2a. Configurazione di armamento simile al modello 22A
  - G4M2a Modello 24B: sottovariante del G4M2a. Configurazione di armamento simile al modello 22B
  - G4M2a Modello 24C: Modello 24b modificato, con una mitragliatrice Type 2 da 13 mm montato sul naso in fronte alla cabina. (Produzione totale di G4M2a, Modelli 24A, 24A e 24C: 790 esemplari)
- G4M2b Modello 25: un Modello G4M2a modificato sperimentalmente con motori MK4T-B Kasei 25b 1.825 hp (1.360 kW).
- G4M2c Modello 26: due Modelli G4M2a modificati con motori MK4T-B Ru Kasei 25b 1.825 hp (1.360 kW) con turbocompressori.
- G4M2d Modello 27: un Modello G4M2 modificato con motori MK4V Kasei 27 1.795 hp (1.340 kW).
- G4M2e Modello 24J: versione speciale per il trasporto ella bomba volante Kugisho/Yokosuka MXY7 Ohka Modello 11, ottenuto convertendo i Modelli G4M2a, 24B e 24C.
- G4M3 Modello 34: riprogettazione del G4M2. Aggiunta di serbatoi di carburante autosigillanti. Migliore corazzatura. Due mitragliatrici Type 92 da 7,7 mm nel naso della cabina ed in entrambe le posizioni laterali e un cannone Type 99 modello 1 in torretta dorsale e in coda. Cambiato il carico massimo a 1.000 kg di bombe o un siluro da 800 kg.
- G4M3a Modello 34A: versione trasporto e antisottomarino con armamento modificato. Modello solo sperimentale.
- G4M3 Modello 36: Prototipo. Due G4M2 Modello 34 modificati con motori Mitsubishi MK4-T Kasei 25b Ru 1.825 hp (1.360 kW).
- G6M1 Bombardiere a Lungo Raggio della Marina Navale Tipo 1: modello iniziale della serie, armato con cannoni da 20 mm Type 99 su ogni lato della fusoliera e in coda, una mitragliatrice da 7,7 mm sul muso e un cannone da 30 mm in posizione ventrale frontale. Ne furono costruiti 30.
- G6M1-K Addestramento, Marina Giapponese tipo 1: G6M1 convertiti.
- G6M1-L2 Trasporto Tipo 1, Marina Giapponese: modificato in trasporto

(Produzione totale di G6M1-K e derivati: 1.200 esemplari)
Produzione totale di tutte le versioni: 2.446 Esemplari.

## Utilizzatori
Giappone

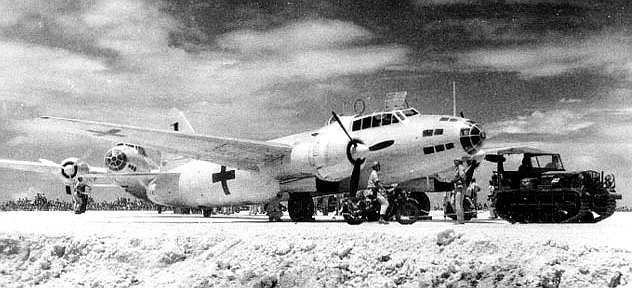
Uno dei 2 Mitsubishi G4M arresosi agli alleati fotografato sull'isola di Ie Shima il 19 agosto 1945; seguendo le istruzioni degli alleati entrambi erano privi di armamento, dipinti interamente di bianco con croci verdi al posto delle insegne nazionali.

- Dai-Nippon Teikoku Kaigun Kōkū Hombu

operò con le varie versioni nel periodo 1941–1945 in un totale di 37 kokutai (gruppi di volo).
 Indonesia
- Tentara Nasional Indonesia Angkatan Udara

 Regno Unito
- Royal Air Force

operò almeno con un esemplare catturato a scopo di valutazione.
 Stati Uniti
- United States Army Air Force

come la RAF, operò almeno con un esemplare catturato a scopo di valutazione.

## Esemplari attualmente esistenti
Nell'estate 2013 cinque restauratori giapponesi capitanati da Nobuo Harada hanno portato a termine il restauro della fusoliera di un Betty, rinvenuta in un'isola del Pacifico meridionale nel 1984 senza ali né carrello né motori.

### Pubblicazioni
- La fusoliera di un Betty, in Aerei nella storia, nº 90, giugno-luglio 2013, ISSN 1591-1071 (WC · ACNP).
- (EN)  Morgan, Eric B. "Mitsubishi G4M Betty" Twentyfirst Profile Vol. 2, No. 17. New Milton, Hantfordshire, UK: 21st Profile Ltd., ISSN 0961-8120 (WC · ACNP).